# Squash tennis
Lo squash tennis è uno sport simile allo squash praticato in un locale chiuso.

## Storia
Attualmente questo gioco è praticato da pochi appassionati giocatori nel circolo Harvard di New York ma un tempo era alquanto diffuso in USA. Il regolamento deriva da squash e racquets; dal 1890 in poi quest'attività atletica si diffuse a Boston e dal 1898 anche a New York. Nel 1911 fu fondata l'Associazione Nazionale Squash Tennis quindi il regolamento fu ufficializzato per tutti gli atleti statunitensi. La pratica del gioco si diffuse a Buffalo, Chicago, Filadelfia e altre città diventando uno sport praticato da molti soprattutto per mantenere una determinata forma fisica. Quando i dirigenti cambiarono il regolamento, introducendo palle più pressurizzate quindi più veloci, il gioco diventò più difficile per i principianti che in massa persero interesse alla pratica di questo sport. Nel 1960 i dirigenti adottarono un tipo di palla che potesse avere l'approvazione dei principianti ma ormai la massa s'interessava al nuovo gioco del racquetball.

## Regolamento
Il campo è largo 17 piedi e lungo 32.5; i giocatori sono due; tutte le altre regole differiscono poco da quelle dello squash.
- Campo

Lungo 9,75 m e largo 6,40 m ha pareti preferibilmente in muratura e pavimento in parquet. La linea di delimitazione superiore è tracciata nella parete frontale a m. 4,57 dal pavimento e scende in quelle laterali sino ai 2,13 m della parete posteriore trasparente. A 0,48 m è la linea di delimitazione inferiore (limite di Tin).
- Attrezzatura

L'abbigliamento è quello normale del tennista, la "suola" in gomma delle scarpe, deve essere chiara e sempre pulita. La racchetta, di lunghezza complessivamente uguale a quella del tennis, ha un tondo più piccolo ed un manico più sottile. La palla pesa circa 23 grammi e contiene al suo interno una goccia d'acqua, per effetto del palleggio iniziale si riscalda accentuando la sua capacità di rimbalzo.
- Allenamento

Tutti gli sport comportano rischio e lo squash non fa eccezione. È quindi opportuno essere in forma per praticare lo squash, più che giocarlo per essere in forma. Essenziale pertanto è un allenamento graduale, in palestra e con attrezzi, sotto sorveglianza medico-sportiva. Evitare inizialmente le competizioni impegnative. Lo squash consente tuttavia di raggiungere una forma smagliante sia sul piano muscolare che dei riflessi nervosi, forma che può essere mantenuta anche d'inverno, dato che si gioca in locali chiusi e confortevoli.
- Punteggio

Un incontro si disputa al meglio dei 3 o 5 giochi. Il giocatore che per primo raggiunge i 9 punti vince un gioco. In caso di 8 pari, il ricevente puù scegliere di allungare il gioco a 9 o 10 punti. I punti possono essere conquistati solo dal battitore (come nella pallavolo). Per ogni colpo vincente si aggiudica un punto. Quando il battitore sbaglia, il servizio passa all'avversario, senza cambio di punteggio.
- Servizio

È il sorteggio a designare chi batterà per primo. Il battitore continua a servire finché non perde il colpo e il servizio passa all'avversario. Il battitore è libero di iniziare a servire scegliendo il box, ma una volta conquistato un punto deve alternare i box. Con almeno un piede all'interno del proprio box di servizio il battitore deve indirizzare la palla direttamente contro la parete anteriore fra la linea mediana e quella alta di fuori campo. Salvo che non venga presa al volo, la palla deve ricadere, sia direttamente sia toccando prima le altre pareti, sul pavimento nel quarto posteriore opposto a quello del battitore. Il battitore ha a disposizione una sola palla di servizio. Il battitore perde il servizio quando la palla termina fuori campo, quando colpisce una parete laterale prima di quella frontale, quando non termina nel quarto posteriore opposto a quello del battitore oppure quando cade a terra senza essere colpita durante la battuta.
- Gioco

Dopo un servizio valido, i giocatori colpiscono alternativamente la palla sino a che uno dei due commette un errore. La risposta è valida quando la palla, prima che abbia rimbalzato più di una volta sul pavimento viene rilanciata in maniera corretta in modo che colpisca la parete anteriore del campo sopra la linea della limitazione inferiore e sotto quella superiore, senza prima toccare il pavimento o uno dei giocatori.
- Interferenze

Dopo aver colpito la palla, il giocatore deve fare ogni sforzo per non intralciare l'avversario: lasciandogli buona visibilità, possibilità di movimento verso la palla e spazio per effettuare il colpo. Un intralcio non giustificato viene penalizzato indipendentemente dalla sua volontarietà. In caso di impedimento il giocatore che ritiene di essere stato danneggiato, puù richiedere che la palla venga rigiocata ("let").
- Let

Ogni volta che si abbia il minimo dubbio di poter colpire l'avversario con la racchetta o con la palla, oppure ogni volta che l'accesso alla palla risulti impedito, si interrompe il gioco e si serve un'altra palla.
- Preparazione del colpo

La gamma dei colpi è simile a quella del tennis. Data la limitatezza dello spazio e la vicinanza tra i giocatori, il colpo non deve essere preceduto da movimenti eccessivamente ampi.
- Palle non valide

Non sono valide le palle che colpiscono il soffitto o che vanno oltre la linea superiore e inferiore di demarcazione dell'out o sulle linee stesse o quando toccano il pavimento prima di aver raggiunto la parete frontale.
- Posizione migliore

È consigliabile che il giocatore, subito dopo aver colpito la palla, cerchi di raggiungere rapidamente il centro del campo (punto T) da dove si controlla meglio l'andamento del gioco.
- La palla è in gioco

B ribatte la palla servita da A, il quale può farla rimbalzare una volta sul pavimento oppure colpirla al volo. Qualsiasi palla che tocchi due volte il pavimento non è più giocabile.
- Gioco indiretto

Non necessariamente la palla deve essere mandata direttamente sulla parete frontale. B, in questo caso, la fa passare per la parete laterale. A, deve colpirla prima che tocchi due volte il pavimento.